# Milieu BEA
 (avril 2025).
Si vous disposez d'ouvrages ou d'articles de référence ou si vous connaissez des sites web de qualité traitant du thème abordé ici, merci de compléter l'article en donnant les références utiles à sa vérifiabilité et en les liant à la section « Notes et références ».
 (novembre 2022).
Pour les articles homonymes, voir BEA.
Le milieu bile-esculine-azoture (BEA) ou bile-esculine-azoture-agar (BEAA) est un milieu de culture sélectif et différentiel employé en microbiologie pour la culture et l'identification des Entérocoques. L'azoture est aussi appelé azide.

## Usage
Isolement sélectif des Enterococcus et Streptococcus du groupe D : l'azoture de sodium inhibe la croissance des bactéries Gram - et de tous les streptocoques sauf ceux du groupe D, et la bile de bœuf inhibe la croissance des bactéries Gram + sauf les Enterococcus et Streptococcus du groupe D. Mise en évidence de l'hydrolyse de l'esculine.

## Composition
selon la norme ISO 7899-2 :
```
-Peptone:...................................17,0 g
-Peptone pepsique de viande:.................3,0 g
-Extrait de levure:..........................5,0 g
-
Esculine
 :..................................1,0 g
-
Citrate
 de sodium:..........................1,0 g
-Citrate de fer ammoniacal:..................0,5 g
-Bile de bœuf déshydratée:..................10,0 g
-
Azoture de sodium
 :.........................0,25 g
-
Chlorure de sodium
:.........................5,0 g
-Agar:......................................13,0 g
```

pH = 7,1

## Préparation
45 g par litre. Autoclavage classique

## Lecture
Des colonies noires montrent l'hydrolyse de l'esculine révélée par les ions de fer III (une confusion est possible avec le sulfure d'hydrogène mais les bactéries cultivant sur ce milieu sont habituellement H2S -). L'enzyme mise ainsi en évidence est une β-glucosidase
Certains fabricants proposent un milieu analogue sans azide/azoture (gélose Bile-Esculine) utilisé pour l'identification de l'hydrolyse de l'esculine par les bactéries.

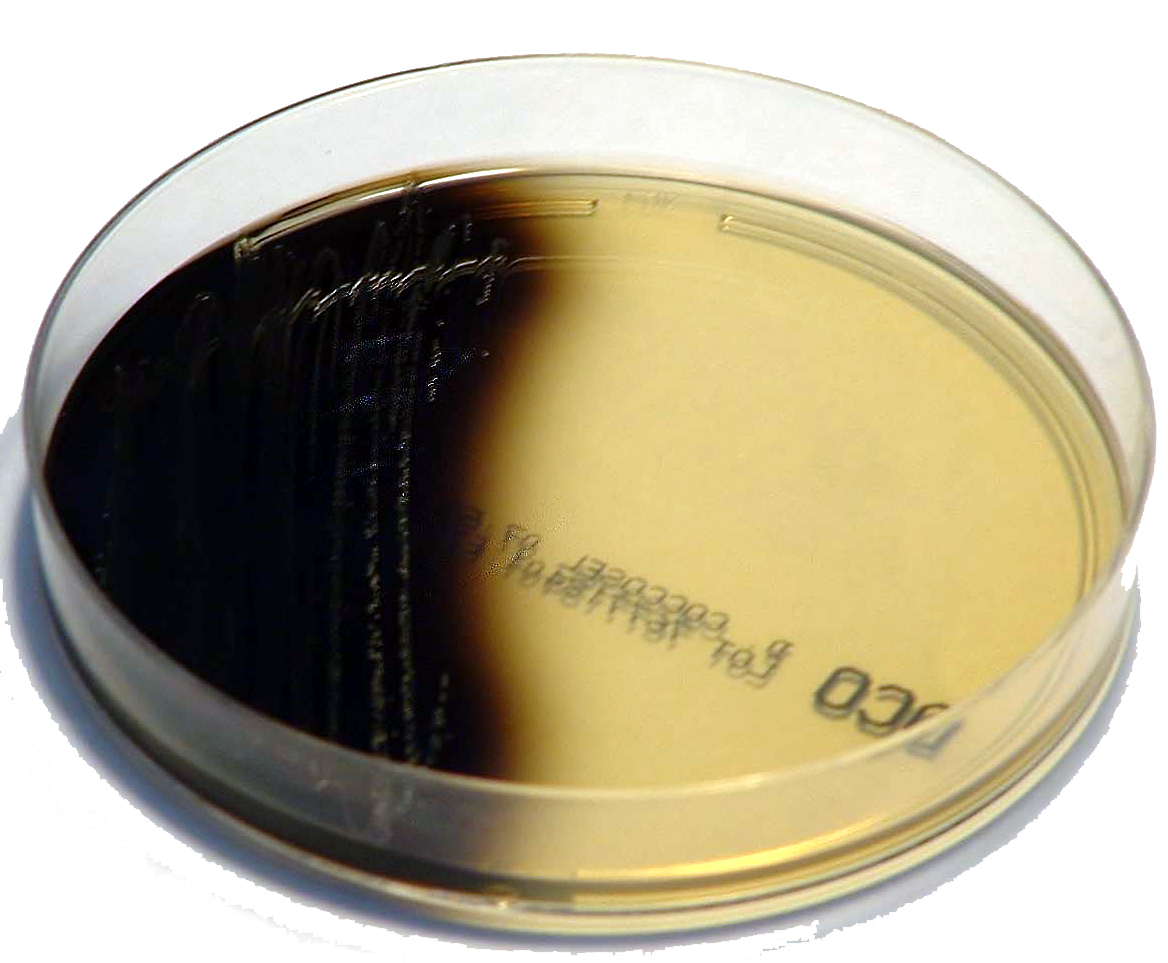
Enterococcus faecalis sur milieu bile-esculine